# Josef Boháč
Josef Boháč (Prága, 1914. április 20. – 1989. szeptember 12.) Európa-bajnoki ezüst- és bronzérmes csehszlovák válogatott jégkorongozó kapus, olimpikon.

## Pályafutása
Pályafutását HC Sparta Prahában kezdte és a második világháború kirobbanásig maradt a csapatban.
Az 1936. évi téli olimpiai játékokon játszott a jégkorongtornán a csehszlávok csapatban, mint a cserekapus. A C csoportból úgy jutottak tovább, hogy még gólt sem kaptak. A nyolcaddöntőben két négyes csoport volt, ők a B-be kerültek és innen másodikként jutottak tovább. Csak az amerikai válogatott tudta őket megverni 2–0-ra. A végső négyes döntőben mindhárom ellenfelüktől kikaptak (Kanada, Nagy-Britannia, USA) és végül csak negyedikek lettek. Csak egy mérkőzésen védett, a belgák ellen, és nem kapott gólt. Az olimpia Európa-bajnokságnak is számított, így ezüstérmet nyert.
Egy világbajnokságon, az 1935-ösön is részt vett, szintén, mint cserekapus. Ezek a világbajnokságok akkor még jégkorong-Európa-bajnokságnak is számítottak, így bronzéremmel térhetett haza.